# 基萨普海军基地
基萨普海军基地（英語：Naval Base Kitsap）位于美国华盛顿州基萨普半岛，2004年由布雷默顿海军基地（Naval Station Bremerton）和班戈海军潜艇基地（Naval Submarine Base Bangor）合并而成，是海軍的第三大基地。
基萨普海军基地是美國海軍四個可維修核動力艦隊的設施之一，基地內有6個乾船塢具備維修核潛艦的條件，以及1個乾船塢可維修核動力航空母艦。此基地也是美國海軍兩個存放核武器的地點之一，太平洋艦隊的全部俄亥俄级核潜艇以此為母港。

## 母港艦艇
（截止2015年5月）

### 班戈
- 美國海軍亨利·M·傑克遜號潛艇 (SSBN-730)
- 美國海軍阿拉巴馬號潛艇 (SSBN-731)
- 美國海軍內華達號潛艇 (SSBN-733)
- 美國海軍賓夕法尼亞號潛艇 (SSBN-735)
- 美國海軍肯塔基號潛艇 (SSBN-737)
- 美國海軍内布拉斯加號潛艇 (SSBN-739)
- 美國海軍緬因號潛艇 (SSBN-741)
- 美國海軍路易斯安那號潛艇 (SSBN-743)
- 美國海軍俄亥俄號潛艇 (SSGN-726)
- 美國海軍密西根號潛艇 (SSGN-727)
- 美國海軍吉米·卡特號潜艦 (SSN-23)

### 布雷默頓
- 美國海軍尼米茲號航空母艦 (CVN-68)
- 美國海軍约翰·C·斯坦尼斯号航空母舰 (CVN-74)
- 美國海軍舊金山號核子動力潛艦 (SSN-711)
- 美國海軍海狼號核子動力潛艦 (SSN-21)
- 美國海軍康乃狄克號潛艦 (SSN-22)